# Свободная Аравия

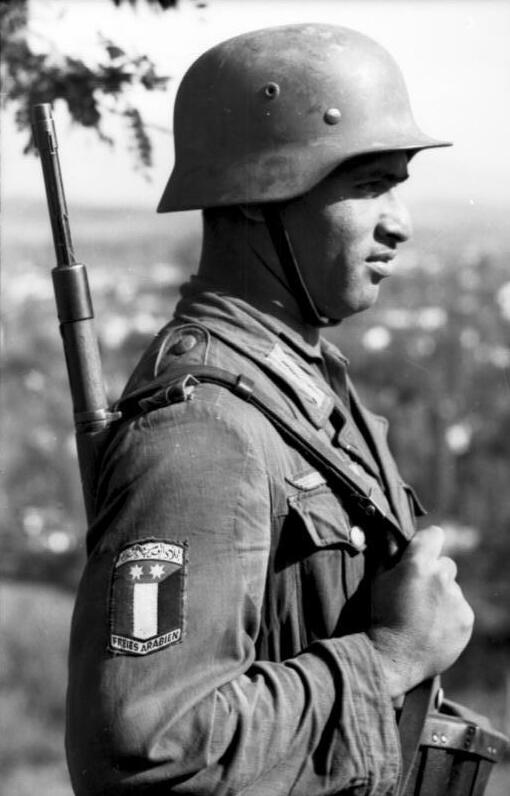
Солдат легиона «Свободная Аравия» в Греции (на правом рукаве мундира — нашивка легиона)

Легион «Свободная Аравия» (нем. Legion Freies Arabien, араб. جيش بلاد العرب الحرة‎) — военное подразделение вермахта, состоявшее из арабских солдат. Воевало на Балканах и в Северной Африке.

## Краткая история

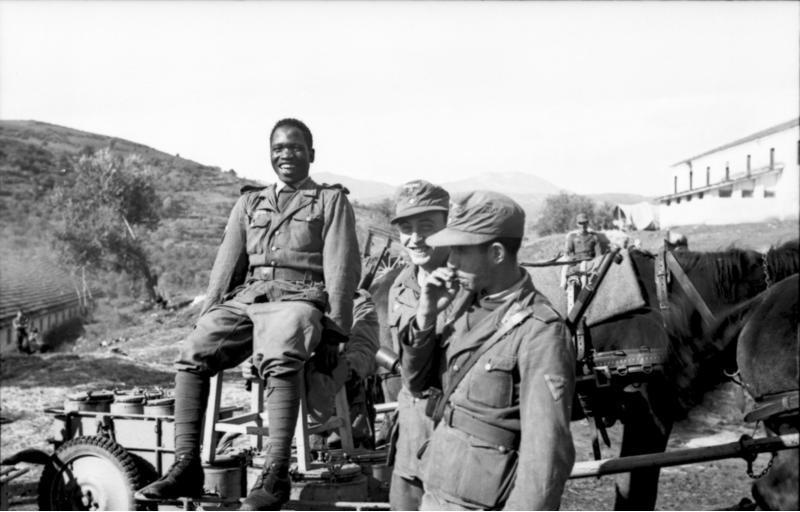
Африканский доброволец и два германских солдата несут службу в Греции

В 1943 году по распоряжению верховного командования вермахта в войска стали призываться арабы, проживавшие на Балканах. Однако некоторые из данных солдат дезертировали и скрывались от немецких властей. Немцы, пытаясь завербовать достаточное количество арабских воинов, обратились за помощью к иерусалимскому муфтию Амину аль-Хусейни. С его разрешения 19 апреля 1943 было объявлено о создании нового военного подразделения специально для арабских добровольцев.
Изначально оно носило имя «845-й германско-арабский батальон» (нем. Deutsche-Arabische Bataillon Nr 845). Все добровольцы проходили обучение в лагере Доллерсхейма — города, расположенного недалеко от австрийского Линца. В батальон входили все те, кто не смог принять участие в североафриканской кампании вермахта. При помощи Амина аль-Хусейни удалось набрать 20 тысяч человек арабской национальности, которые и сформировали новое подразделение. По распоряжению вермахта батальон стал легионом «Свободная Аравия». Среди служивших были не только мусульмане, но и некоторые арабы-христиане (преимущественно верующие Греческой православной церкви).
С ноября 1943 года легион нёс службу на полуострове Пелопоннес, где в качестве части 41-й пехотной дивизии участвовал в подавлении греческих антифашистских выступлений. Деятельность легиона поощрялась германским командованием, которое считало Грецию одной из стратегически важных территорий, занятых вермахтом.
В октябре 1944 года, когда советские войска уже вторглись в Югославию и приближались к границам Греции, а британцы готовили свой десант на Балканский полуостров, легион был немедленно переброшен в Югославию, чтобы предотвратить потерю страны. В начале года последние арабские добровольцы вступили в состав легиона, который уже подчинялся 104-й егерской дивизии, однако отряд не мог уже повлиять на ход войны. Он завершил боевые действия под Загребом.